# Aloha (2015)
Aloha (prt: Aloha; bra: Sob o Mesmo Céu) é um filme estadunidense de comédia dramática romântica, escrito, produzido e realizado por Cameron Crowe. O filme estrelou Bradley Cooper, Emma Stone, Rachel McAdams, Bill Murray, John Krasinski, Danny McBride, e Alec Baldwin. Nos Estados Unidos o filme foi lançado em 29 de maio de 2015, no Brasil em 11 de junho de 2015 e em Portugal em 10 de setembro de 2015.

## Argumento
O militar Brian Gilcrest viaja para Honolulu para supervisionar um satélite armado, que foi concebido pelo bilionário Carson Welch. Chegando à ilha, ele encontra seu antigo amor Tracy e conhece Allison, uma piloto da Força Aérea, que o envolverá em sua tentativa de parar o lançamento do novo programa espacial.

## Elenco
- Bradley Cooper como Brian Gilcrest
- Emma Stone como Capitã Allison Ng[7]
- Rachel McAdams como Tracy Woodside
- Bill Murray como Carson Welch
- John Krasinski como John "Woody" Woodside
- Danny McBride como Coronel "Fingers" Lacy
- Alec Baldwin como General Dixon
- Bill Camp como Bob Largent
- Jaeden Lieberher como Mitchell
- Danielle Rose Russell como Gracie
- Edi Gathegi como Tenente-coronel Curtis

## Produção
Em 31 de julho de 2013, Alec Baldwin foi escalado para o filme. Em 29 de agosto, a chamada de elenco foi feita em Oahu. Cooper foi para o Havaí em 14 de setembro, doze dias antes do início das filmagens.
Em 7 de outubro, foi anunciado que as filmagens estavam em andamento no Havaí. Stone foi instruída a como voar na aeronave Piper PA44-180 Seminole por Rob Moore, o instrutor e piloto-chefe da Galvin Flight Services Hawaii, que mais tarde voou perto do vale Kaaawa para as gravações, durante o vôo. Moore atuou como a consultora técnica de aviação. Cooper filmou no centro de Honolulu, em 18 e 19 de dezembro. Em 2 de fevereiro de 2015, a Sony Pictures Entertainment declarou que o título final do filme será Aloha.

### Música
A banda sonora do filme foi composta por Jónsi & Alex, seguido após a colaboração feita entre Jón Þór Birgisson e Crowe no filme We Bought a Zoo, de 2011. Originalmente, em maio de 2014, Mark Mothersbaugh disse que seria o compositor da banda sonora do filme. O banda sonora do filme foi lançada em 26 de maio de 2015 pela Madison Gate Records e Sony Legacy.

## Lançamento
Em 14 de fevereiro de 2014, foi anunciado que o filme seria lançado em 25 de dezembro de 2014, nos Estados Unidos. Em 21 de julho, a data foi alterada para 29 de maio de 2015. No Brasil o filme será lançado em 11 de junho de 2015, sob a distribuição da Fox Film do Brasil. Em Portugal o filme foi lançado em 10 de setembro de 2015, sob a distribuição da Big Picture Films.